# Ordinariato militare in Portogallo
L'ordinariato militare in Portogallo è un ordinariato militare della Chiesa cattolica per il Portogallo. È retto dal vescovo Sérgio Manuel Ribeiro Dinis.

## Territorio
La cattedrale dell'ordinariato è la chiesa di Nostra Signora della Liberazione, detta "chiesa della Memoria", a Lisbona.

## Storia
Il vicariato castrense del Portogallo fu eretto il 29 maggio 1966 con il decreto De spirituali della Sacra Congregazione Concistoriale. Il vicariato garantiva in modo permanente l'assistenza spirituale e religiosa delle forze armate ed anche, nel caso fosse stato considerato necessario, delle forze militarizzate (Guardia Nazionale e Polizia). Il decreto stabilì che vicario castrense era il patriarca di Lisbona pro tempore, che aveva la possibilità di nominare un vicario generale. Il patriarca Manuel Gonçalves Cerejeira, primo vicario castrense, nominò suo vicario per le forze armate, il vescovo ausiliare António dos Reis Rodrigues. I successivi ausiliari con titolo di vicario generale castrense furono i prelati: António Ferreira de Melo (1975), Agostinho Moita (1977) e Joaquim Cupertino (1981).
Il 21 aprile 1986 il vicariato castrense è stato elevato al rango di ordinariato militare con la costituzione apostolica Spirituali militum curae di papa Giovanni Paolo II. Il cardinale e patriarca António Ribeiro continuò a mantenere la carica di ordinario militare, coadiuvato da Januário Torgal Mendes Ferreira come nuovo vescovo ausiliare castrense. A partire dal 2001 le cariche di patriarca di Lisbona e di ordinario militare sono state separate.
Il 1º gennaio 1989 sono entrati in vigore gli statuti dell'ordinariato militare, previsti dalla Spirituali militum curae ed approvati dalla Santa Sede il 3 settembre 1988; in base all'articolo 1 degli statuti il nome ufficiale dell'ordinariato è Ordinariato castrense de Portugal.

## Cronotassi dei vescovi
Si omettono i periodi di sede vacante non superiori ai 2 anni o non storicamente accertati.
- Manuel Gonçalves Cerejeira † (29 maggio 1966 - 24 gennaio 1972 ritirato)
- António Ribeiro † (24 gennaio 1972 - 24 marzo 1998 deceduto)
  - Sede vacante (1998-2001)
- Januário Torgal Mendes Ferreira (3 maggio 2001 - 10 ottobre 2013 ritirato)
- Manuel da Silva Rodrigues Linda (10 ottobre 2013 - 15 marzo 2018 nominato vescovo di Porto)
- Rui Manuel Sousa Valério, S.M.M. (27 ottobre 2018 - 10 agosto 2023 nominato patriarca di Lisbona)[1]
- Sérgio Manuel Ribeiro Dinis, dal 22 novembre 2024

## Statistiche
| anno | presbiteri | presbiteri | presbiteri | diaconi | religiosi | religiosi | parrocchie |
| anno | totale     | secolari   | regolari   | diaconi | uomini    | donne     | parrocchie |
| ---- | ---------- | ---------- | ---------- | ------- | --------- | --------- | ---------- |
| 1999 | 56         | 51         | 5          |         | 5         |           |            |
| 2000 | 51         | 42         | 9          |         | 9         |           |            |
| 2001 | 53         | 42         | 11         |         | 11        |           |            |
| 2002 | 53         | 42         | 11         |         | 11        |           |            |
| 2003 | 47         | 39         | 8          |         | 8         |           |            |
| 2004 | 54         | 44         | 10         |         | 10        |           |            |
| 2013 | 36         | 30         | 6          |         | 6         |           | 36         |
| 2016 | 37         | 33         | 4          |         | 4         |           | 36         |
| 2019 | 36         | 32         | 4          |         | 4         |           | 37         |
| 2021 | 36         | 30         | 6          |         | 6         |           | 36         |
| 2023 | 39         | 33         | 6          |         | 6         |           | 39         |